# Dendrobaena attemsi
Dendrobaena attemsi är en ringmaskart som först beskrevs av Wilhelm Michaelsen 1902.  Dendrobaena attemsi ingår i släktet Dendrobaena, och familjen daggmaskar. Arten är reproducerande i Sverige.